# ميلوس جيفانوفيتش
ميلوس جيفانوفيتش هو لاعب كرة قدم صربي في مركز الهجوم، ولد في 24 يوليو 1988 في بلغراد في صربيا. شارك مع منتخب صربيا تحت 19 سنة لكرة القدم ومنتخب صربيا تحت 21 سنة لكرة القدم. أما مع النوادي، فقد لعب مع نادي بارتيزان وهايدوك كولا.

## وصلات خارجية
- ميلوس جيفانوفيتش على موقع الاتحاد الدولي (مؤرشف)  (الإنجليزية)
- ميلوس جيفانوفيتش على موقع الاتحاد الأوربي (الإنجليزية)
- ميلوس جيفانوفيتش على موقع قاعدة بيانات كرة القدم.إي يو (الإنجليزية)
- ميلوس جيفانوفيتش على موقع Soccerway.com (الإنجليزية)
- ميلوس جيفانوفيتش على موقع عالم كرة القدم.نت (الإنجليزية)